# Prasinocyma albivenata
Prasinocyma albivenata là một loài bướm đêm trong họ Geometridae.